# Poppònides
Els Poppònides o Popponians foren una família sorgida dels robertins que va agafar aquest nom per la freqüència en què apareix el nom de Poppo. El tronc fou Cancor, comte, fill de Robert I d'Hesbaye. Contràriament a les altres branques de la família dels robertins, els Poppònides van arrelar a Alemanya. Els comtes d'Henneberg, d'Henneberg-Aschasch, d'Henneberg-Schleusingen i probablement els marquesos de Schweinfurt eren d'origen poppònida i, per tant, robertins. Es vincula també als Poppònides a la casa de Babenberg i en particular Enric de Babenberg, guerrer de l'emperador Carles III el Gras, mort en combat contra els normands davant de Paris el 886.

## Llista dels principals Babenberg francs
1. Heim(e)rich (Heimo), † 5 de maig de 795 a Lüne a l'Elba, 764 cofundador de l'abadia de Lorsch, i vers 771/785 comte al Wetterau, 772/782 comte a l'Oberrheingau, 777 comte a Saalgau, 778 comte a Lahngau, 784 abat de Mosbach. Pels ancestres vegeu Robertins
  1. Ruadbert (Robert), mort vers 805, comte 780/781
    1. Cancor, comte 812
    2. Ruadbert (Robert), 817 comte a Saalgau, Oberrheingau i Wormsgau

  2. Heimerich (o Enric), comte 750/802-812; casat amb Hadaburga
    1. Poppo (I), 819/839 comte al Saalgau; casat amb una princesa de la casa dels Hattons[4]
      1. Fill[5]
        1. Enric, testimoniat el 860, † 28 d'agost de 886 a París, 866 princeps militiae, marcgravi (marchio) dels francs, Dux Austrasiorum (duc d'Austràsia), enterrat al monestir de Saint-Médard de Soissons; casat amb Ingeltruda, filla d'Eberard de Friül (Unròquida)
          1. Adalbert, executat 9 de juny de 906, comte 888
          2. Adalhard, executat 902, comte 888
          3. Enric, † 902/903, comte 888
            1.  ? Enric, probablement fill d'Adalbert, d'Adalhard o d'Enric, † probablement el 935, comte 912/934, Enric va ser probablement el pare d'Enric de Trèveris, de Poppo de Würzburg i del comte Bertold de Schweinfurt, però la veritat és que només Poppo i Enric eren germans comprovats.
              1.  ? Enric I de Trèveris, † 3 de juliol de 964 a Roma, 956 Arquebisbe de Trèveris
              2.  ? Poppo I de Würzburg, † 14/15 de febrer de 961, 931-940 canceller reial, 941-961 bisbe de Würzburg
              3.  ? Bertold de Schweinfurt, † 15 de gener de 980, 941 comte, 960 comte al Radenzgau, 961 comte al Naab Inferior, 973 comte a Volkfeld, 976 marcgravi, 980 comte al ducat de Francònia Oriental; casat 942/943 amb Eiliswintha (Eila) de Walbeck, † 19 d'agost de 1015, filla del comte Lotari II, fundador de l'abadia benedictina de Schweinfurt i origen de la casa noble de Schweinfurt

          4. Haduina (Haduich), † 24 de desembre de 903; casada 869/870 amb Otó I de Saxònia, duc de Saxònia, † 30 de novembre de 912 (de la casa dels Liudolfings)

        2. Poppo II, testimoniat 878/880-906, marcgravi (marchio), Dux, 892 Marcgravi de la Marca Soraba, 903 Marcgravi de Nordgau, 906 comte a Volkfeld
          1. Adalbert, 898/915 comte a Grabfeld
          2. Poppo III, † 945, comte a Grabfeld i Tullifeld
            1.  ? Poppo IV, comte 951/956
            2.  ? Otó I, comte 951/955-982
              1. Otó II, comte 999/1008
                1. Poppo V, 1006-1014/18 abat de Lorsch i de Fulda
                2. Otó (III), comte 1031/1049
                  1. Poppo I, † 7 d'agost de 1078 a la batall de Mellrichstadt, comte d'Henneberg vers 1037, 1049, 1057; casat amb Hildegarda de Turíngia, filla del Landgravi Lluís el Barbut, i en segones noces amb Timó de Nordeck (dels Ludowings)
                  2. Godebold, † vers 1100, 1057 Burggravi de Würzburg
                    1. Godebold II, † 1144, Burggravi de Würzburg
                      1. Poppo II, † 9 de maig/18 de juny de 1155/1156, comte d'Henneberg, 1132 protector de l'abadia de Lorsch; casat amb Irmgarda comtessa de Stade, filla del comte Lotari Udo, marcgravi de la Marca del Nord (de la casa dels Udons)
                      2. Gebhard, † 17 de març de 1159, 1122/27 electe, 1150 bisbe de Würzburg,
                      3. Gunter, † 1161, 1146 bisbe de Speyer (Spira)
                      4. Otó, 1190–1200 bisbe de Speyer
                      5. Bertold, † 1157, burggravi de Würzburg, ancestre de la casa dels comtes d'Henneberg

                3. Gerberga; casada amb Enric de Schweinfurt, † 18 de setembre de 1017, comte de Nordgau (de la casa de Schweinfurt)

          3.  ? Filla; casada amb el comte Guillem, probablement Guillem I de Weimar comte de Weimar-Orlamünde

    2. Eimeric, † 836, comte
      1.  ? Ratolf, vers 838 comte a Grabfeld, 874 comte (títol legal Dux) de la Marca Soraba